# Berlin-Buch
Buch is een stadsdeel van Berlijn dat behoort tot het district Pankow. Het stadsdeel, dat voor ruim de helft uit bosgebied bestaat, telt ongeveer 13.000 inwoners. Buch is het enige buiten de ringweg gelegen stadsdeel van Berlijn. Het historische dorp maakt onderdeel uit van de Barnim (streek).

## Ligging
Buch ligt helemaal in het noordoosten van Berlijn en grenst in het westen en noorden aan de Brandenburgse gemeenten Wandlitz en Panketal. In het zuiden grenst het aan Karow, Französisch Buchholz en Blankenfelde. 

## Geschiedenis
De bebouwing van Buch is geconcentreerd in de zuidoosthoek van het stadsdeel. Ten noorden en ten westen van de woonkern strekt zich het Bucher Forst uit. In dit bos bevindt zich een drietal meren: de Bogensee en de twee Karpfenteiche.

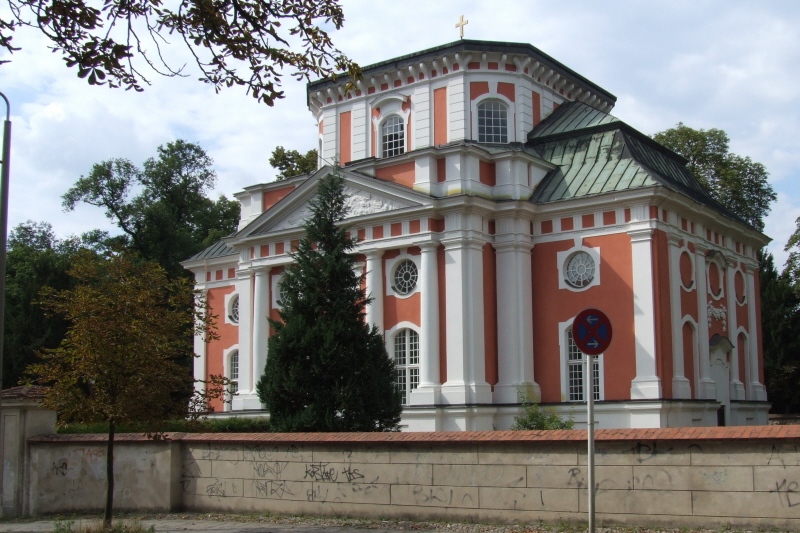
Schlosskirche

De eerste schriftelijke datering van het aan de Panke gelegen dorp Buch dateert uit 1342. In de 18e eeuw liet de heer van Buch zijn landgoed uitbreiden. Het landhuis werd tot slot in barokstijl omgebouwd en in 1736 kwam de eveneens barokke Schlosskirche gereed. Op het terrein rond het slot werd het Schlosspark aangelegd en verrees een oranjerie. In 1879 kreeg het dorp door middel van een station aan de Stettiner Bahn aansluiting op de spoorwegen. In 1898 kocht de stad Berlijn de heerlijkheid. Delen van het dorp werden vervolgens als Krankenhausstadt ("ziekenhuisstad") ingericht, waar zich een groot aantal klinieken vestigde. Ook legde men vloeivelden voor de zuivering van afvalwater aan. In 1920 volgde annexatie door Groot-Berlijn en werd het dorp bij het nieuwgevormde district Pankow gevoegd.
Tijdens de Tweede Wereldoorlog raakte het slotcomplex slechts licht beschadigd. Desondanks besloten de DDR-autoriteiten het slot en de oranjerie af te breken. De Schlosskirche werd wel hersteld en vormt tegenwoordig de grootste architectonische blikvanger van het stadsdeel. Een groot deel van de gebouwen van de Krankenhausstadt herbergt nog altijd medische instellingen. Sinds 1992 bevindt zich in het stadsdeel bovendien een centrum voor biotechnologie, de Campus Berlin-Buch.

## Verkeer
De voornaamste uitvalweg richting het centrum van Berlijn is de Karower Chaussee, die via Karow en Blankenburg naar Heinersdorf leidt. Het station van Buch wordt bediend door S-Bahnlijn S2, regionale treinen stoppen er niet. Het openbaar vervoer wordt verder verzorgd door een aantal stads- en streekbuslijnen.

## Sport
Voetbalclub SG Blau-Weiß Buch speelt op de Pankeplatz. 
Blankenburg ·
Blankenfelde ·
Buch ·
Französisch Buchholz ·
Heinersdorf ·
Karow ·
Niederschönhausen ·
Pankow ·
Prenzlauer Berg ·
Rosenthal ·
Stadtrandsiedlung Malchow ·
Weißensee ·
Wilhelmsruh